# Duque de Montmorency
Duque de Montmorency foi um título de nobreza francesa que foi criado diversas vezes para membros da família Montmorency, que eram senhores de Montmorency, perto de Paris.

## História
A primeira criação foi em 1551 para Anne de Montmorency, Condestável da França . Este título foi perdido pelo 4.º Duque de Montmorency, que foi executado por traição em 1632. 
O ducado foi recriado em 1633 para sua irmã Charlotte-Marguerite de Montmorency e seu marido, o Príncipe de Condé. Este título foi renomeado como Duque de Enghien em 1689.
Nesse ponto, o nome Montmorency foi transferido para o ducado de Beaufort (segunda criação), que havia sido conferido em 1688 a Charles François Frédéric de Montmorency-Luxemburgo, Príncipe de Tingry. Este novo ducado de Montmorency foi autorizado a passar pela linha feminina para o ramo de Montmorency-Fosseux em 1767, mas a linha foi extinta em 1862.
Entretanto, o Imperador Napoleão III estendeu o título de Duque de Montmorency em 1864 a Nicolas Raoul Adalbert de Talleyrand-Périgord, segundo filho do 3.º Duque de Talleyrand com sua esposa Anne Louise Charlotte de Montmorency, que era irmã do 6º Duque de Montmorency. Sua linhagem masculina chegou ao fim em 1951, quando o ducado de Montmorency foi novamente extinto.

## Duques de Montmorency – primeira criação (1551)
- 1. 1551-1567: Anne, Duque de Montmorency (1493–1567)
- 2. 1567-1579: Francisco, Duque de Montmorency (1530–1579), filho do anterior
- 3. 1579-1614: Henrique I, Duque de Montmorency (1534–1614), filho do anterior
- 4. 1614-1632: Henrique II, Duque de Montmorency (1595–1632), filho do anterior

O título foi perdido pelo último duque após a execução e devolvido ao domínio real.

## Duques de Montmorency – segunda criação (1633)
- 1. 1633-1646: Henrique I, Duque de Montmorency (1588–1646), cunhado
- 2. 1646-1686: Luís, Duque de Montmorency (1643–1686), filho do anterior
- 3. 1686-1689: Henrique II, Duque de Montmorency (1643–1709), filho do anterior

O título de Duque de Montmorency foi alterado para Duque de Enghien em 1689.
- 1. 1689-1709: Henrique I, Duque de Enghien (1643–1709)
- 2. 1709-1710: Luís I, Duque de Enghien (1668–1710)
- 3. 1710-1740: Luís II Henrique, Duque de Enghien (1692–1740)
- 4. 1740-1818: Luís III José, Duque de Enghien (1736–1818)
- 5. 1818-1830: Luís IV Henri, Duque de Enghien (1756–1830)

Com a morte do último duque em 1830, o título passou para Luís Filipe III, Duque de Orléans, tataraneto de Luís I, Duque de Enghien, por via feminina. Ele havia se tornado rei dos franceses como Luís Filipe I um mês antes.

## Duques de Montmorency – terceira criação (1689)
O título de Duque de Beaufort foi alterado para Duque de Montmorency em 1689.
- 1. 1688-1726: Carlos I, Duque de Montmorency (1662–1726)
- 2. 1726-1730: Carlos II, Duque de Montmorency (1702–1764), filho de
- 3. 1730-1761: Anne I Francisco, Duque de Montmorency (1735–1761), filho de
- 4. 1761-1799: Charlotte, Duquesa de Montmorency (1752–1829), filha de, casou-se em 1767
- 4. 1767-1799: Anne II Leão, Duque de Montmorency (1731–1799)
- 5. 1799-1846: Anne III Carlos, Duque de Montmorency (1768–1846), filho de
- 6. 1846-1862: Anne IV Luís, Duque de Montmorency (1790–1862), filho de
- 7. 1864-1915: Nicolas, Duque de Montmorency (1837–1915), sobrinho de, título concedido a ele e sua descendência em 1864
- 8. 1915-1951: Napoleão, Duque de Montmorency (1867–1951)

Com a morte do último duque em 1951, o título foi extinto.